# 藤田湘子
藤田 湘子（ふじた しょうし、1926年1月11日 - 2005年4月15日）は、日本の俳人。水原秋桜子に師事。俳誌「鷹」を創刊・主宰。本名・良久。神奈川県出身。

## 経歴
父源太郎、母ミネの長男として、神奈川県小田原町（現 小田原市）に生まれる。1942年、中学在学中に「馬酔木」に入会し、水原秋桜子に師事。石田波郷に兄事。1945年、工学院工専（現工学院大学）を中退、東部第八七部隊を経て鉄道省に勤務。1947年、「馬酔木」4月号で巻頭。1948年、馬酔木賞を受賞、翌年より「馬酔木」同人。1951年、「馬酔木」第1回新樹賞受賞。1955年、第4回新樹賞受賞。同年「馬酔木」編集次長就任。1957年、「馬酔木」編集長就任、第4回馬酔木賞受賞。1958年、国鉄本社広報課勤務、以後22年間在職。
1964年、秋桜子の了承を得て、「馬酔木」の衛星誌として同人誌「鷹」を創刊。1967年、「馬酔木」編集長辞任。1968年、「馬酔木」からその活動が認められなくなったことで、他の「鷹」発起同人が「鷹」を去る。湘子は「馬酔木」同人を辞退し、「鷹」を自身の主宰誌とする。1981年から1983年まで現代俳句協会副会長。1985年、蛇笏賞選考委員。1986年、俳句研究賞選考委員。2000年、句集『神楽』で第15回詩歌文学館賞受賞。2005年4月15日、胃癌により横浜市青葉区の自宅にて死去。79歳。

## 作品
以下の代表句がある。
- 愛されずして沖遠く泳ぐなり
- 筍や雨粒ひとつふたつ百
- 揚羽より速し吉野の女学生
- うすらひは深山へかへる花の如
- 湯豆腐や死後に褒められようと思ふ
- 天山の夕空も見ず鷹老いぬ
- あめんぼと雨とあめんぼと雨と

初期に秋桜子風の叙情句に傾倒、戦後に石田波郷らが「馬酔木」に戻ると、その境涯俳句に心酔し影響を受けた。また国鉄労組員として砂川基地拡張反対運動にも参加、一時社会性俳句にも影響を受ける。1983年3月には、新境地を開くため高浜虚子を念頭に「一日十句」という多作の試みを開始し、その句作を「鷹」に発表するという異例の試みを3年にわたって実行した。中原道夫は「多作によって素材の幅が広がり、湘子俳句の底辺に流れる叙情性に加え、俳句本来の挨拶性、即興性、諧謔性を獲得することになった」（『現代俳句大事典』）と評している。
門下に飯島晴子、酒井鱒吉、永島靖子、小澤實、奥坂まや、小川軽舟、高柳克弘など。また、遠山陽子、長峰竹芳、宮坂静生、辻桃子、松田ひろむなども一時期、湘子の薫陶を受けている。
結社運営においては年功序列を廃し、個性重視・実力主義の方針を貫いた。1996年には結社のマンネリ化を打破するため第二次「鷹」を発足し、二物衝撃を基本理念とし俳句の散文化に対抗した。また一般向けの実作指導書もいくつか執筆しており、1988年に最初の版が出された『20週俳句入門』は俳句入門書の定番としてロングセラーとなっている。

## 著書

### 句集
- 『途上』近藤書店、1955
- 『雲の領域』金星堂、1962
- 『白面』牧羊社、1969
- 『狩人』永田書房、1976、邑書林句集文庫、1997
- 『春祭』立風書房、1982
- 『一個』角川書店　1984　現代俳句叢書
- 『去来の花』角川書店　1986
- 『黒』角川書店　1987
- 『前夜』角川書店　1993
- 『神楽』朝日新聞社　1999
- 『てんてん』角川書店、2006
- 『藤田湘子全句集』鷹俳句会編　角川書店　2009

### 作品選集など
- 『朴下集』現代俳句協会　1982　現代俳句の一〇〇冊
- 『藤田湘子（花神コレクション）』花神社　1993
- 『藤田湘子 自選三百句』春陽堂書店　1993　俳句文庫
- 『信濃山河抄』ふらんす堂文庫　1999　旅シリーズ

### 評論
- 『俳句全景』永田書房　1974
- 『水原秋桜子』桜楓社　1980（新訂俳句シリーズ・人と作品）
- 『俳句以前』永田書房、1982
- 『実作俳句入門』立風書房、1985、角川ソフィア文庫、2022
- 『20週俳句入門 第一作のつくり方から』立風書房　1988、角川ソフィア文庫、2022
- 『俳句作法入門』角川選書、1993
- 『俳句の方法 現代俳人の青春』角川選書、1994
- 『秋櫻子の秀句』小沢書店、1997
- 『俳句好日』角川書店、1997
- 『男の俳句、女の俳句』角川書店、1999
- 『新20週俳句入門 第一作のつくり方から』立風書房　2000
- 『新実作俳句入門 作句のポイント』立風書房　2000
- 『俳句の入口 作句の基本と楽しみ方』日本放送出版協会　2001　NHK俳壇の本
- 『句帖の余白』角川書店、2002
- 『入門俳句の表現』角川選書、2002

## 共編著
- 『馬酔木巻頭句集 年代別』石田波郷共編　近藤書店　1957
- 『森を吹く風 青の会俳句集』編　近藤書店　1957
- 『水原秋桜子』石田波郷共著　南雲堂桜楓社　1963
- 『俳句への出発』編　角川書店　1996　俳句実作入門講座

## 顕彰
- 藤田湘子碑[2] - 小田原文学館敷地内に2005年に建立された[3]。「愛されずして沖遠く泳ぐなり」の句が刻まれている[3]。